# Il grande Mazinger/Jeeg Robot
Il grande Mazinger/Jeeg Robot è un singolo discografico del gruppo Superobots, pubblicato nel 1979.

## Descrizione
Il primo brano, Il grande Mazinger, è un brano musicale scritto da Franco Migliacci, composto e arrangiato da Fabio Massimo Cantini (sotto lo pseudonimo di Argante) e inciso dai Superobots come sigla dell'anime omonimo. 
È lo stesso Migliacci che esclama nella sigla i vari Mazinga!.
Il secondo brano, Jeeg Robot, è scritto da Paolo Lepore, Marcello Casco e Paolo Moroni e arrangiamento di Aldo Tamborelli, su musica di Michiyaki Watanabe, inciso come sigla dell'anime Jeeg robot d'acciaio. Il brano è una cover della versione realizzata e cantata da Fogus, realizzato utilizzando la base della sigla iniziale giapponese scritta da Michiaki Watanabe, resa monofonica e migliorata con l'aggiunta di uno strumento, il minimoog, i cui suoni sono stati ideati e sovrapposti sulla base giapponese originale dal musicista Carlo Maria Cordio. Il brano di Fogus fu pubblicato nel 1979 su 45 giri dall'etichetta discografica CLS ed ebbe uno scarso successo di vendita, a differenza della cover interpretata dai Superobots, nonostante un arrangiamento assai differente e con un evidente errore nel testo («…se dallo spazio arriverà una nemica civiltà» è infatti errato, poiché i nemici di Jeeg Robot provengono tutti dalle viscere della Terra e infatti, nella più corretta versione di Fogus, il testo in quel punto dice «…se dal passato arriverà una nemica civiltà»).
La cover uscì qualche mese prima della versione originale, vendendo un altissimo numero di copie, e così solo allora i produttori della CLS (Mariano Detto) fecero uscire il disco originale senza però bissare il successo della versione dei Superrobots, probabilmente a causa della scelta di pubblicare sulla copertina del disco un'immagine del personaggio di Amaso invece che di Jeeg, immagine presente invece sulla cover dei Superobots.
La versione su disco è arrangiata in modo leggermente diverso dalla versione effettivamente trasmessa in TV. La base musicale fu utilizzata anche per il brano in lingua tedesca Goldorak del 1980, tratto dal film di montaggio Goldorak Kampf der Welten.
Una leggenda metropolitana raccontava che a cantare la sigla TV fosse stato Piero Pelù. L'artista ha smentito più volte la cosa anche perché all'epoca dell'incisione della sigla aveva circa 17 anni.
Contrariamente a quanto lasciato intuire dalle locandine del film Jeeg robot d'acciaio, come colonna sonora del film fu utilizzata la versione di Fogus e non quella dei Superobots.